# Hexatoma hemicera
Hexatoma hemicera là một loài ruồi trong họ Limoniidae. Chúng phân bố ở miền Cổ bắc.